# موتيسكو
موتيسكو تُعد Modern Technical Supplies، المعروفة اختصارًا بـ MOTESCO، واحدة من الشركات الرائدة في تقديم حلول الرافعات في منطقة الشرق الأوسط. تأسست الشركة في عام 1977، ومنذ ذلك الحين، حققت شهرة واسعة بفضل جودة معداتها وخدماتها المتنوعة.

### أسطول كبير من الرافعات البرجية
تمتلك MOTESCO وتدير واحدة من أكبر أساطيل الرافعات البرجية في الإمارات العربية المتحدة، مما يجعلها الخيار الأول للمشاريع الكبيرة.

### عرض شامل للخدمات
لا تقتصر خدمات MOTESCO على توفير المعدات فحسب، بل تشمل أيضًا:

#### تركيب الرافعات
خدمات احترافية لضمان تركيب المعدات بكفاءة وأمان.

#### تفكيك الرافعات
تقديم حلول سريعة وفعالة لتفكيك المعدات عند انتهاء المشروع.

#### صيانة واستجابة سريعة
خدمات صيانة متكاملة لضمان تشغيل المعدات على أكمل وجه.
ريادة الصناعة متميزة في جودة خدماتها،
```
حصلت MOTESCO على اعتراف واسع في السوق بفضل الابتكارات والممارسات الجيدة التي تتبعها.
```

### خدمات متنوعة
تخدم الشركة احتياجات البناء والتعامل مع المواد، مما يعكس تنوع خدماتها وقدرتها على تلبية متطلبات مختلفة للعملاء.

### الانتشار الجغرافي
تعمل MOTESCO في الإمارات العربية المتحدة والمملكة العربية السعودية، مما يتيح لها توسيع نطاق خدماتها وتلبية احتياجات السوقين بكفاءة.

### خاتمة
تستمر Modern Technical Supplies (MOTESCO) في تعزيز مكانتها كشريك موثوق في حلول الرافعات، مع الالتزام بالجودة والتميز في كل ما تقدمه.